# Programmaraad
Een programmaraad was een onafhankelijk Nederlands regionaal adviesorgaan voor kabelexploitanten. Het adviseerde kabelexploitanten – zoals UPC en Ziggo – bij de samenstelling van het wettelijk basispakket zenders op de kabel. Dat basispakket bestond uit 15 tv- en 25 radiozenders. Daarnaast kon de raad in sommige gevallen over meer zenders adviseren. Er waren 61 programmaraden in Nederland. Een programmaraad werd op grond van de Mediawet sinds 1998 benoemd door de gemeenteraad en bestond uit burgers met interesse voor radio en tv. Maar voordat dit door de mediawet was geregeld, bestonden er in veel gemeenten op grond van gemeentelijke verordeningen of de contracten met de kabelexploitant al vormen van mediacommissies, raden of bewonerscomités om invloed uit te oefenen op de programmering van de  Centrale Antenne Installatie. In veel gemeenten had de gemeenteraad dan het laatste woord.
De programmaraad trad op als consumentenvertegenwoordiging voor de kijkers en luisteraars. De programmaraad moest ervoor zorgen dat er een pluriform pakket op de kabel werd doorgegeven. Op 1 januari 2014 werd de Mediawet zodanig gewijzigd dat het instellen van programmaraden niet langer tot een gemeentelijke taak behoort. Het is wel de bedoeling van de wetgever dat er in plaats van de raden een andere vorm van consumenteninvloed door de exploitanten wordt ingesteld.
De programmaraad bracht een onafhankelijk advies uit over ten minste 15 televisiezenders en 25 radiozenders, het zogenaamde wettelijk basispakket. Binnen dit advies stonden zeven tv- en negen radiozenders al vast. Deze zenders worden de must-carry zenders genoemd. Het gaat om de tv-zenders Nederland 1, 2 en 3, en 2 Vlaamse stations, zoals VRT 1 en Canvas/Ketnet. Daarnaast moesten ook de publieke regionale en lokale tv-zender worden doorgegeven. 
Op radiogebied was de doorgifte van Radio 1 tot en met Radio 5 verplicht. Hierbij kwamen nog de regionale en lokale zenders en twee Vlaamse radiozenders (de programmaraad maakt een keuze uit Radio 1, Radio 2, Klara, Studio Brussel en MNM).
De programmaraad probeerde ervoor te zorgen dat het basispakket evenwichtig was samengesteld. Dat betekende bijvoorbeeld dat er een goede mix was tussen publieke en commerciële zenders en dat alle leeftijds- en doelgroepen iets van hun gading vonden. De kabelexploitant was in principe verplicht om het advies uit te voeren. Alleen om zwaarwichtige redenen kon de kabelexploitant hier van afwijken. Een programmaraad vergaderde gemiddeld zes keer per jaar om tot een jaarlijks radio- en tv-advies te kunnen komen. Vooral de laatste jaren kwam het tot veelvuldige en langlopende bezwaar- en beroepsprocedures tussen respectievelijk de programmaraden, het Commissariaat voor de Media en de diverse exploitanten.
De Nederlandse programmaraden werden bijgestaan door een landelijk steunpunt Kabelraden.nl dat eveneens op 1 januari 2014 is opgeheven.